# Ашер, Дэвид
Дэвид Ашер (англ. David Usher, род. 24 апреля 1966 года) — канадский музыкант, лид-вокалист альтернативной рок-группы 1990-х «Moist».

## Биография
Дэвид Ашер родился в Оксфорде, Англия в семье еврея, профессора экономики Университета Куинса и тайки. В детстве Дэвиду довелось жить в Малайзии, Нью-Йорке, Калифорнии и Таиланде, пока его семья не обосновалась в Кингстоне (Онтарио). Он окончил местный колледж, после чего получил диплом политолога университета Саймона Фрейзера в Бернаби.
В 1992 году, учась в университете, Ашер влился в рок-группу «Moist», став фронтменом этой альтернативной команды. Через 2 года она выпустила альбом Silver, ставший четырежды платиновым в Канаде. Позже группа выпустила ещё 2 платиновых альбома, после чего распалась в 2000 году. Последним словом «Moist» стал альбом лучших хитов Machine Punch Through 2001 года.
Дебютный сольный альбом Ашера, Little Songs, вышел в 1998 году, параллельно с выступлениями группы. После распада «Moist», в 2001 году он выпустил весьма успешный альбом Morning Orbit, записанный в сотрудничестве с рядом известных музыкантов. Мировым хитом стала композиция «Black Black Heart» (которую ошибочно приписывают группе Muse) с женским вокалом Ким Бингхэм и архивной записью «The Flower Duet» в припеве. 
В 2003 году вышел альбом «Hallucinations» с кавером на композицию Manic Street Preachers «If You Tolerate This Your Children Will Be Next». 
В 2005 году Ашер поменял EMI в пользу небольшого лейбла MapleMusic и записал в Нью-Йорке альбом преимущественно акустических композиций If God Had Curves в сотрудничестве с местными гитаристами и инди-группами. 
Пятый альбом, Strange Birds, вышел в 2007 году и содержал каверы на синглы «The Music». 
В сентябре 2008 года вышел альбом Wake Up and Say Goodbye, а через 2 года — The Mile End Sessions.
Ашер известен своей гуманистической деятельностью: он участвовал в кампаниях Международной амнистии, Белой ленточки, Детей войны; посещал лагеря беженцев и снимался в пропагандистских фильмах. В 1997 году певец женился на Сабрине Ривес, фотографе и театральном работнике. Они живут в Монреале с двумя дочерьми 2003 и 2008 годов рождения.

## Сольная дискография
c Moist
- Silver (1994)
- Creature (1996)
- Mercedes Five and Dime (2000)
- Machine Punch Through: The Singles Collection (2001)
- Glory Under Dangerous Skies (2014)

соло
- Little Songs (1998)
- Morning Orbit (2001)
- Hallucinations (2003)
- If God Had Curves (2005)
- Strange Birds (2007)
- Wake Up and Say Goodbye (2008)
- The Mile End Sessions (2010)
- Songs from the Last Day on Earth (2012)[4]
- Let It Play (2016)